# Psittacula calthropae
Il parrocchetto di Layard (Psittacula calthropae) è un uccello della famiglia degli Psittaculidi. Del tutto simile allo P. columboides, ma con un collare smeraldo molto evidente sulla parte posteriore del collo, in luogo di quello nero bordato di azzurro, vive sulle montagne dello Sri Lanka, tra i 1600 e i 2000 metri. Come altri membri del genere Psittacula ha un segno nero che va dal becco al collo. Ha taglia attorno ai 29 cm.